# アルフレド・デ・アンジェリス

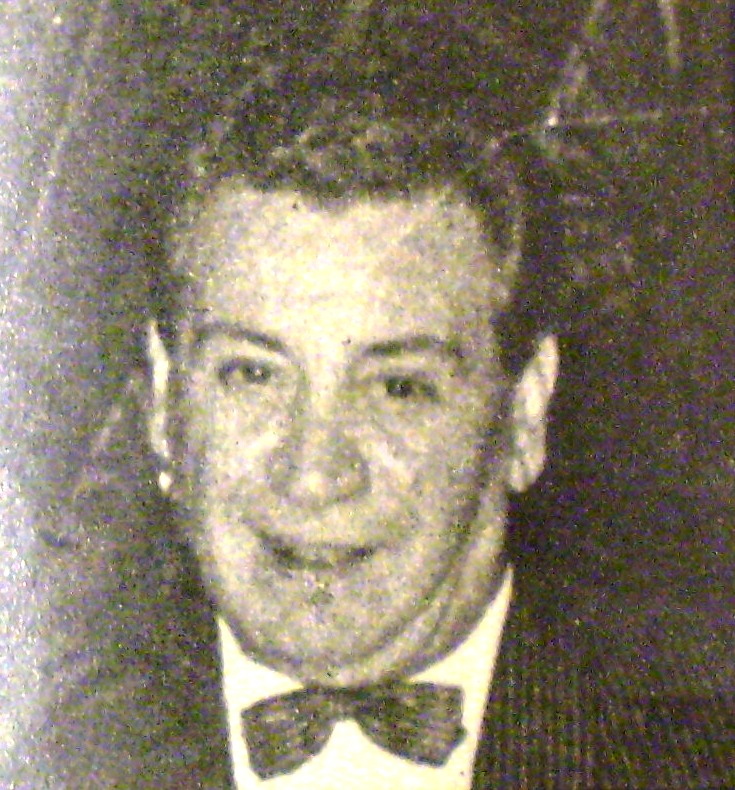
アルフレド・デ・アンジェリス

アルフレド・デ・アンジェリス（Alfredo de Angelis, 1912年11月2日 - 1992年3月31日）はアルゼンチン・タンゴの代表的な作曲家・指揮者・ピアニスト。

## 略歴
概して、黄金期後期を支えた人物と言われている彼は、当初は生活のために簿記を学びピアニスト・伴奏者として生計を立てていたものの、1940年に楽団主任として独立。Café Marzottoで1941年に演奏会を開いたところ大盛況で、その後はSPレコードを量産できるほどの実力の持ち主に成長した。これに1950年代の日本のタンゴ・ブームが追い風となり、デ・アンジェリスの様式は「最もアルゼンチン・タンゴ」らしいとの評判が崩れることはなかった。
デ・アンジェリス楽団もタンゴ不況期にはその活動の録音点数を落としたが、1970年代にはいりタンゴ再評価の時代になっても楽団がつぶれることがなかったため、再度演奏を活発化させた。第一バンドネオン奏者ルイス・スタソは1959年から1965年まで在籍し、華やかなプレイを聞かせた。完全に踊りのための音楽としての信念を崩さなかったためか、作曲演奏ともに解りやすく、派手なコード進行や込み入った作曲を行わなかったため、熱心な復刻の対象にはなっていない。しかし、録音点数はオスヴァルド・プグリエーセやアニバル・トロイロに匹敵する486曲なのだから、楽団としては成功した部類である。作曲家としてもいくつかの作品を残したが、さほど有名ではない。タンゴのスタンダードとして、現在もダンス教室では推奨される人物の一人であり、母国でも熱心な支持者がいる。ラ・クンパルシータのヴァイオリンの連打音のバリアシオンとNestor Rodiによるナレーションはとくに有名であるが、このアイデア自体はファン・ダリエンソが先行していた。
後年ほとんどスタイルは崩さず、カルロス・ガルデルの歌唱に自身の楽団の伴奏をミックスした音源のリリースや、娘のジジを歌手にした音源、無機的な32分音符の連打音および刺繍音の羅列など若干のサービス性が加味された程度である。楽団マスターイコールピアニスト、という制度は放棄しなかったため、プグリエーセと同じく1970年代後期からのピアノの腕には衰えもある。
トレードマークのように短いメロディあるいはハノンやそれ相応のクラシックの練習曲の断片をピアノが入れること、バンドネオンのバリアシオンをなかなか採用しようとしなかったことも特徴の一つで、他のピアニストがマスターを務める楽団には見られない。これは1985年の最後の録音までみられる。

## 現況
現在は主にヒット曲を中心に復刻が散発的に行われているが、レーベル同士で著名作の重複が多い。NHKや民放のAMは1950年代にデ・アンジェリスを流し続けたにもかかわらず、「今日は一日タンゴ三昧」ではデ・アンジェリスは一曲のオーダーすらなく、日本のタンゴファンの心移りを象徴していた。生前の過褒とも呼べる扱いを経て、没後にもてはやされたピアソラほどの評価は獲得できなかった。耳の楽しみとしての複雑化したモダン・タンゴの追及にデ・アンジェリスが耳を貸さなかったため、「後年の作品は薄っぺらい」という指摘もある。
録音はClub de Tangoにより1985年までの全486(正規)+64(隠し)=550曲が復刻されたが、それ以外には近年チリ・サンチャゴHotel Carreraに於ける1988年4月4日公演の生演奏テープが発掘され、ラジオで放送された。この録音においてもラ・クンパルシータのヴァイオリン群のバリアシオンは手放さなかった。

## 作曲作品
- El taladro
- Pregonera
- Pastora, con letra de José Rótulo
- Qué lento corre el tren, con letra de Carmelo Volp
- Remolino, con letra de José Rótulo
- Alelí, con letra de José Rótulo
- Lo había visto a Gardel, con glosas de Pepe Biondi, interpretado por Julián Rosales
  - Pregoneraを除いて、いずれもスマッシュヒットは少ない。

## 音盤

### SP
- Déjame así / Buenos Aires de ayer (1947)
- Justicia criolla / Rosicler (1947)

### LP
- Argentine Tangos (con Osvaldo Fresedo) (1957)
- Alfredo De Angelis y el Tango (1964)
- A la criolla (1964)
- Los grandes éxitos de Alfredo De Angelis (1964)
- Alfredo De Angelis y su Orquesta Típica (1967)
- Con alma de tango (1967)
- La última copa (1968)
- Lo mejor de … Alfredo De Angelis (1968, mit dem Sänger Oscar Larroca)
- Viejo rincón (1972)
- Justicia criolla (1972)
- Alfredo De Angelis – canta Julio Martel (1974)
- Palpitar de Buenos Aires (1974)
- Jirón porteño (1974)
- Viejo rincón (1975)
- Muñeca brava (1976)
- La Brisa (1976)
- Nobleza de arrabal (1977)
- Con alma de tango (1978)
- Carlos Gardel y Alfredo De Angelis – Vol. 1 (1980)
- Justicia Criolla (1982)
- Pregonera (1985)

### CD
- Adiós marinero (1991)
- La piel de Buenos Aires (1996)
- 40 grandes éxitos (1999)

## 出演
- 俳優として二作品に出演。
  - Al compás de tu mentira (1950)
  - El cantor del pueblo (1951)